# Marvin Harris
Marvin Harris (18. srpna 1927 Brooklyn, New York – 25. října 2001 Gainesville, Florida) byl americký antropolog.
Narodil se v Brooklynu. Byl plodným autorem odborných publikací v oboru kulturního materialismu, který pomáhal definovat. Ve svém díle kombinoval Marxův důraz na výrobní síly s Malthusovým chápáním dopadů demografických faktorů na ostatní části sociokulturního systému. K jeho klíčovým dílům patří The Rise of Anthropological Theory (Vzestup antropologické teorie) z roku 1968 a jeho poslední kniha Theories of Culture in Postmodern Times (Teorie kultury v postmoderní době).